# Інтерпретації ймовірності
Слово ймовірність (англ. probability) з тих пір, як його вперше застосували в математичному дослідженні ігор випадку, використовували багатьма способами. Чи ймовірність вимірює реальну, фізичну схильність чогось траплятися, чи ж є вона мірою того, як сильно хтось переконаний в тому, що воно трапиться, чи вона є застосовною до обох цих елементів? Відповідаючи на такі питання, математики інтерпретують значення ймовірності теорії ймовірності.
Існує дві широкі категорії інтерпрета́цій імові́рності (англ. probability interpretations), які можливо назвати «фізичними» (англ. physical) та «доказовими» (англ. evidential) ймовірностями. Фізичні ймовірності, які також називають об'єктивними або частотними ймовірностями, пов'язані зі стохастичними фізичними системами, такими як колеса рулеток, гральні кубики, чи радіоактивні атоми. В таких системах заданий тип події (такий як випадання шістки на кубикові) в довгій послідовності спроб схильний траплятися у сталому темпі, або зі сталою «відносною частотою». Фізичні ймовірності або пояснюють, або бувають покликаними пояснювати ці стійкі частоти. Двома основними різновидами теорії фізичної ймовірності є частотницькі описи (такі як у Венна,, Райхенбаха та фон Мізеса) та схильнісні описи (такі як в Поппера, Міллера, Ґіра та Фетцера).
Доказову ймовірність, яку також називають баєсовою ймовірністю, може бути призначувано взагалі будь-якому висловленню, навіть якщо не залучено випадкового процесу, як спосіб представляти суб'єктивну вірогідність (англ. plausibility), або рівень підтримки цього висловлення доступними свідченнями (англ. evidence). В більшості описів доказові ймовірності розглядають як рівні переконання (англ. degrees of belief), означені в термінах схильності робити ставки на певні шанси. Чотирма головними доказовими інтерпретаціями є класична (наприклад, Лапласова) інтерпретація, суб'єктивна інтерпретація (де Фінетті та Севіджа), епістемна або індуктивна інтерпретація (Ремсі, Кокс), та логічна інтерпретація (Кейнс та Карнап). Існують також доказові інтерпретації ймовірності, що покривають групи, які часто позначують «міжсуб'єктними» (англ. intersubjective, запропоновано Ґіллісом та Роуботтомом)
Деякі інтерпретації ймовірності пов'язано з підходами до статистичного висновування, включно з теоріями оцінювання та перевірки гіпотез. Фізичну інтерпретацію, наприклад, беруть послідовники «частотницьких» статистичних методів, такі як Рональд Фішер, Єжи Нейман та Еґон Пірсон. Статистики протилежної баєсової школи зазвичай приймають існування та важливість фізичних імовірностей, але також розглядають й обчислення доказових імовірностей, як однаково чинні й потрібні в статистиці. Втім, цю статтю зосереджено на інтерпретаціях імовірності, а не на теоріях статистичного висновування.
Термінологія цієї теми є доволі заплутаною, зокрема через те, що ймовірності вивчають у різних наукових галузях. Слово «частотницьке» є особливо хитромудрим. Для філософів воно позначує певну теорію фізичної ймовірності, яку було більш-менш занедбано. Для науковців, з іншого боку, «частотницька ймовірність» є просто ще однією назвою фізичної (або об'єктивної) ймовірності. Ті, хто просуває баєсове висновування, розглядають «частотницьку статистику» як такий підхід до статистичного висновування, який розпізнає лише фізичні ймовірності. Також, слово «об'єктивне» при застосуванні до ймовірності іноді означає в точності те же, що тут значить «фізичне», але також використовується доказовими ймовірностями, які зафіксовано раціональними обмеженнями, такими як логічні чи епістемні ймовірності.
Існує одностайна згода, що статистика якимось чином залежить від імовірності. Але щодо того, що таке ймовірність, і як вона пов'язана зі статистикою, така повна незгода та розрив у комунікації рідко траплялися з часів Вавилонської вежі. Безсумнівно, більшість цих розбіжностей є лише термінологічними, і зникли би за достатньо гострого аналізу.Оригінальний текст (англ.)
It is unanimously agreed that statistics depends somehow on probability. But, as to what probability is and how it is connected with statistics, there has seldom been such complete disagreement and breakdown of communication since the Tower of Babel. Doubtless, much of the disagreement is merely terminological and would disappear under sufficiently sharp analysis.— (Севідж, 1954, с. 2)

## Філософія
Філосо́фія ймові́рності (англ. philosophy of probability) представляє проблеми головно в питаннях епістемології та непростої взаємодії між математичними поняттями та звичайною мовою, якою користуються не математики. Теорія ймовірностей є усталеною галуззю досліджень в математиці. Вона має витоки в обговоренні листуванням математики ігор випадку між Блезом Паскалем та П'єром Ферма в сімнадцятому сторіччі, а формалізовано та викладено аксіоматично як окрему галузь математики її було Андрієм Колмогоровим у двадцятому сторіччі. В аксіоматичному вигляді математичні твердження про теорію ймовірностей несуть таку ж епістемологічну впевненість в межах філософії математики, як і інші математичні твердження.
Цей математичний аналіз зародився у спостереженнях поведінки грального приладдя, такого як гральні карти та кубики, яке розроблено спеціально для внесення до гри врівноважених елементів випадковості; в математичній термінології вони є предметами байдужості. Це є не єдиним способом, яким імовірнісні твердження використовують у звичайній людській мові: коли люди кажуть «ймовірно, піде дощ», вони зазвичай не мають на увазі, що результат дощу проти його відсутності є випадковим коефіцієнтом, який наразі дає перевагу в шансах; натомість, такі твердження, можливо, краще розуміти як оцінювання їхнього очікування дощу певним рівнем впевненості. Так само, коли пишуть, що «найімовірнішим поясненням» назви містечка Ладлоу (Массачусетс) «є те, що його було названо на честь Роджера Ладлоу», це означає не те, що Роджерові Ладлоу віддає перевагу випадковий коефіцієнт, а радше те, що це є найвірогіднішим поясненням фактів, яке допускає інші, менш правдоподібні пояснення.
Томас Баєс спробував запропонувати логіку, яка могла би опрацьовувати різні рівні впевненості. Як така, баєсова ймовірність є спробою переподання представлення ймовірнісних тверджень як вираження рівня впевненості, з яким підтримуються переконання, що вони виражають.
І хоча ймовірність і мала спочатку дещо приземлені мотивації, її сучасний вплив та використання є широко поширеними, починаючи від доказової медицини, через шість сигм, і аж до ймовірнісно перевірного доведення та ландшафту теорії струн.
|                            | Класична                              | Частотницька                  | Суб'єктивна               | Схильнісна                |
| -------------------------- | ------------------------------------- | ----------------------------- | ------------------------- | ------------------------- |
| Головна гіпотеза           | Принцип байдужості                    | Частота трапляння             | Рівень переконання        | Рівень причинного зв'язку |
| Концептуальна основа       | Гіпотетична симетрія                  | Минулі дані та еталонний клас | Знання та інтуїція        | Поточний стан системи     |
| Концептуальний підхід      | Здогадний                             | Емпіричний                    | Суб'єктивний              | Метафізичний              |
| Можливість єдиного випадку | Так                                   | Ні                            | Так                       | Так                       |
| Точність                   | Так                                   | Ні                            | Ні                        | Так                       |
| Проблеми                   | Неоднозначність в принципі байдужості | Тавтологічне означення        | Проблема еталонного класу | Спірна концепція          |

## Класичне означення
Перша проба математичної суворості в галузі ймовірності, яку обстоював П'єр-Симон Лаплас, тепер є відомою як класи́чне озна́чення (англ. classical definition). Розроблена з досліджень ігор випадку (таких як гральні кубики), вона стверджує, що ймовірність ділиться порівну між всіма можливими результатами, за умови, що ці результати можливо вважати однаково правдоподібними. (3.1)

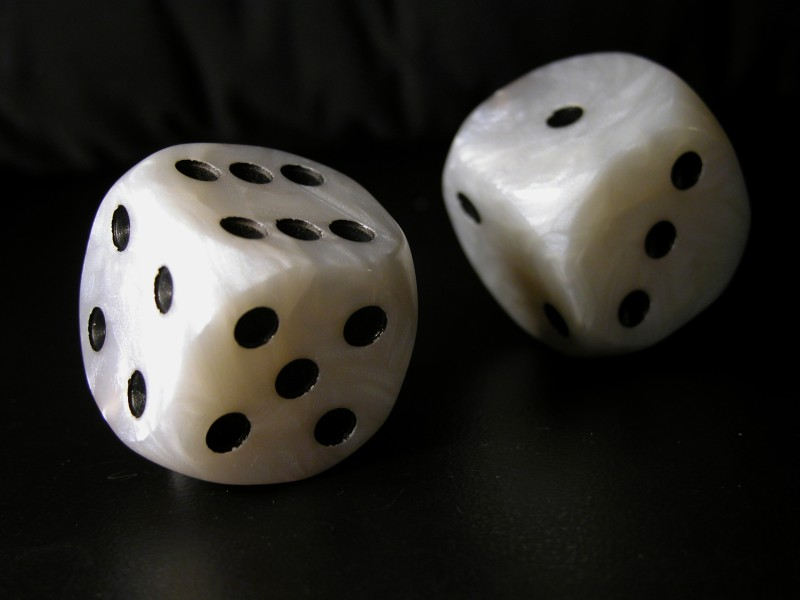
Класичне означення ймовірності працює добре лише для ситуацій зі скінченним числом однаково правдоподібних результатів.

Математично це може бути представлено наступним чином: Якщо стохастичний експеримент може завершуватися N взаємно виключними та однаково правдоподібними результатами, та якщо NA з цих результатів трапляються за трапляння події A, то ймовірність A означують як
{\displaystyle P(A)={N_{A} \over N}.}
Існує два чіткі обмеження класичного означення. По-перше. воно є застосовним лише до ситуацій, в яких є лише «скінченне» число можливих результатів. Але деякі важливі стохастичні експерименти, такі як підкидання монети, поки вона не випаде аверсом, породжують нескінченну множину результатів. І, по-друге, вам потрібно визначити наперед, що всі можливі результати є однаково правдоподібними без покладання на поняття ймовірності, щоби уникнути тавтологічності, — наприклад, з міркувать симетрії.

## Частотництво

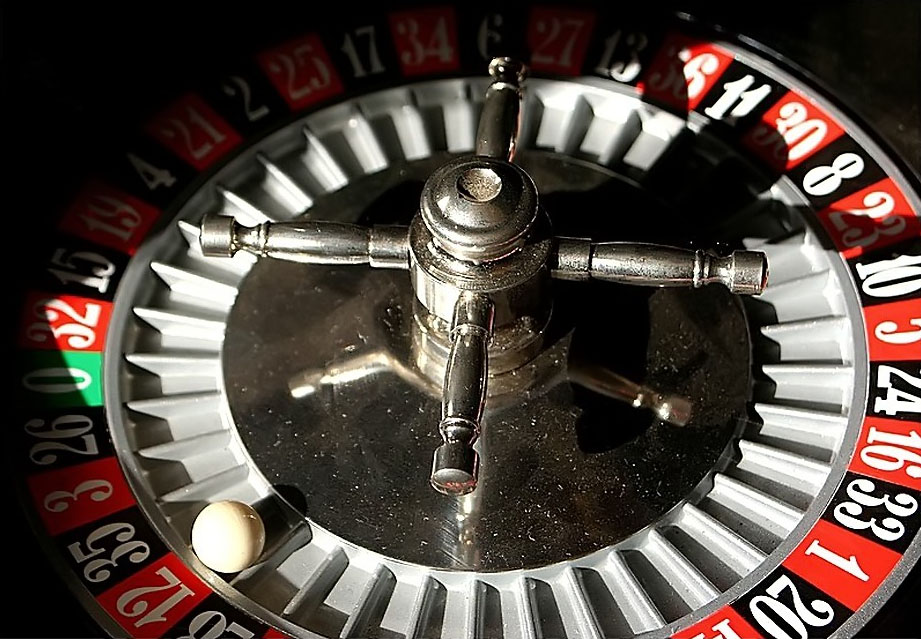
Для частотників ймовірність зупинки кульки в будь-якій комірці можливо визначити лише повторюваними пробами, в яких спостережуваний результат збігається до ймовірності, що лежить в основі, в довготривалій перспективі.

Частотники постулюють, що ймовірність події є її відносною частотою в часі, (3.4) тобто, відносною частотою її трапляння після повторення процесу багато разів за подібних умов. Це також є відомим як алеаторна ймовірність. Вважається, що події керовано деякими випадковими фізичними явищами, що є або передбачуваними в принципі явищами з достатньою інформацією (див. детермінізм), або явищами, що є по суті не передбачуваними. До прикладів першого роду належать підкидання грального кубика та крутіння колеса рулетки, прикладом другого роду є радіоактивний розпад. У випадку підкидання правильної монети частотники кажуть, що частотою отримання аверсу є 1/2, не тому, що є два однаково правдоподібних результати, а тому, що повторюваний ряд великого числа проб показує, що емпірична частота збігається до границі 1/2 за прямування числа проб до нескінченності.
Якщо ми позначимо через {\displaystyle \textstyle n_{a}} число траплять події {\displaystyle {\mathcal {A}}} в {\displaystyle \textstyle n} пробах, то якщо {\displaystyle \lim _{n\to +\infty }{n_{a} \over n}=p}, то ми кажемо, що {\displaystyle \textstyle P({\mathcal {A}})=p}.
Частотницький погляд має свої проблеми. Звісно, неможливо насправді виконати нескінченність повторів випадкового експерименту для визначення ймовірності події. Але якщо виконувати лише скінченне число повторів, то в різних серіях проб з'являтимуться різні відносні частоти. Якщо ці відносні частоти повинні визначати ймовірність, то ця ймовірність дещо відрізнятиметься за кожного вимірювання. Але справжня ймовірність кожного разу повинна бути однаковою. Якщо ми визнаємо той факт, що ми можемо вимірювати ймовірність лише з деякою доданою похибкою вимірювання, ми все одно потрапимо в проблеми, оскільки похибку вимірювання можливо виразити лише як імовірність, саме те поняття, яке ми й намагаємося означити. Це робить тавтологічним навіть визначення частоти, див., наприклад, «Якою є ймовірність землетрусу? [Архівовано 23 вересня 2020 у Wayback Machine.]» (англ.)

## Суб'єктивізм

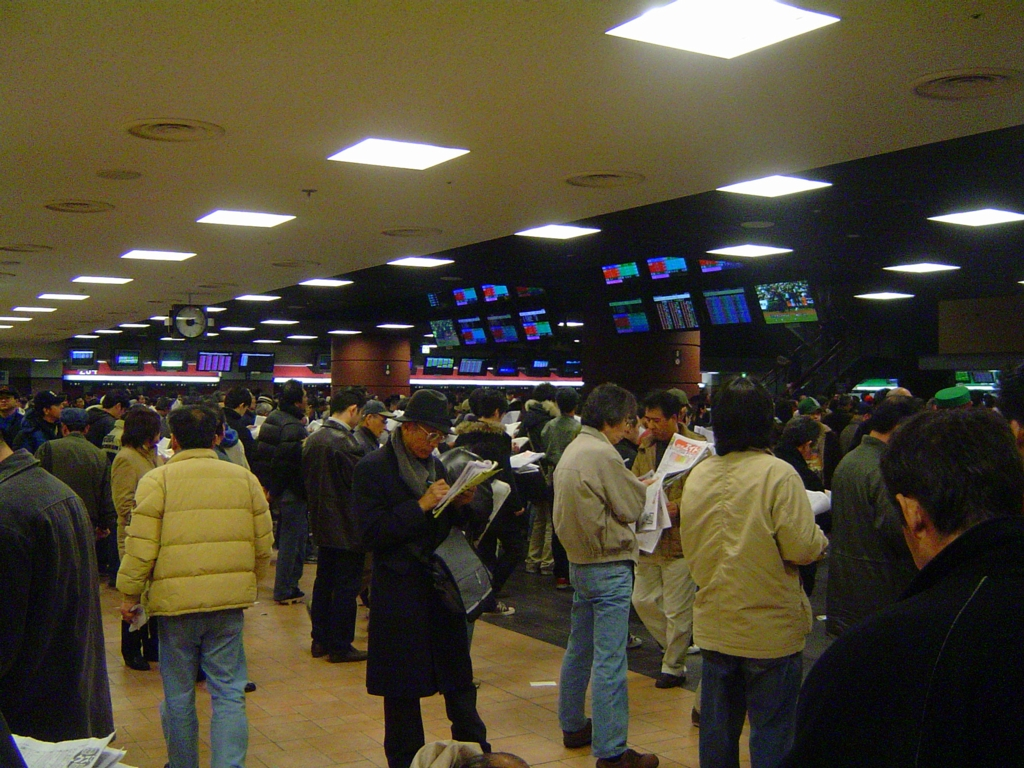
Шанси в ставках виражають середній «рівень переконання» гравця в результаті.

Суб'єктивісти, відомі також як ба́єсівці (англ. Bayesians) або послідовники епісте́мної ймові́рності (англ. epistemic probability), надають поняттю ймовірності суб'єктивного статусу, розглядаючи його як міру «рівня переконання» особи, що оцінює невизначеність певної ситуації. Епістемну, або суб'єктивну ймовірність іноді називають дові́рою (англ. credence), на противагу до терміну можливість (англ. chance) для схильнісної ймовірності.
Деякими з прикладів епістемної ймовірності є призначування ймовірності твердженню, що запропонований фізичний закон є істинним, та визначення того, наскільки ймовірним є вчинення злочину підозрюваним на підставі наданих свідчень.
Шанси у ста́вках відображають не так переконання букмекерів у правдоподібному переможцеві, як переконання інших учасників ставок, оскільки ці учасники ставок фактично роблять ставки один проти одного. Шанси встановлюються на основі того, скільки людей поставили на можливого переможця, тож навіть якщо гравці на високих шансах завжди виграю́ть, букмекери завжди отримуватимуть свої відсотки.
Застосування баєсової ймовірності викликає філософські дискусії стосовного того, чи може вона надавати чинні обґрунтування переконанням.
Баєсівці вказують на працю Ремсі (с. 182) та де Фінетті (с. 103) як обґрунтування того, що суб'єктивні переконання мусять відповідати законам імовірності, якщо вони мають бути узгодженими. Факти ж ставлять під сумнів не, що люди матимуть узгоджені переконання.
Застосування баєсової ймовірності включає вказування апріорної ймовірності. Її може бути отримувано з міркувань, чи необхідна апріорна ймовірність є більшою, чи меншою за еталонну ймовірність,[прояснити] пов'язану з моделлю урн або уявним експериментом. Проблема полягає в тім, що для заданої задачі можуть бути застосовними декілька уявних експериментів, й обрання одного з них є питанням судження: різні люди можуть призначувати різні апріорні ймовірності, що є відомими як проблема еталонного класу. Прикладом є «задача про схід сонця».

## Схильність
Детальніші відомості з цієї теми ви можете знайти в статті Схильнісна ймовірність.
Теоретики схильності (англ. propensity) розглядають ймовірність як фізичну схильність, або характер, або тенденцію заданого типу фізичної ситуації видавати результат певного виду, або видавати певну відносну частоту такого результату в довгостроковій перспективі. Цей вид об'єктивної ймовірності іноді називають «можливістю» (англ. chance).
Схильності, або можливості, є не відносними частотами, а відповідають причинам спостережуваних стійких відносних частот. Схильності залучають, щоби пояснювати, чому повторювання певного виду експерименту породжуватиме дані типи результатів у сталих темпах, що є відомими як схильності, або можливості. Частотники не можуть прийняти цей підхід, оскільки відносні частоти не існують для одиничних підкидань монети, а лише для великих сукупностей або зібрань (див. «Можливість єдиного випадку» в наведеній вище таблиці). Схильнісник, навпаки, може використовувати закон великих чисел, щоби пояснювати поведінку частот у довготривалій перспективі. Цей закон, що є наслідком аксіом імовірності, каже, що, якщо (наприклад) підкидання монети повторюють багато разів таким чином, що її ймовірність впасти аверсом є однаковою на всіх підкиданнях і ці результати є ймовірнісно незалежними, то відносна частота аверсів буде близькою до ймовірності аверсу на кожному окремому підкиданні. Цей закон дає можливість стійким в довготривалій перспективі частотам бути проявом незмінних одновипадкових імовірностей. На додачу до пояснення появи стійких відносних частот, ідея схильності спонукається бажанням осмислити одновипадкові призначення в квантовій механіці, такі як імовірність розпаду певного атому в певний момент часу.
Головним викликом, з яким стикаються схильнісні теорії, є сказати точно, що означає схильність. (А потім, звісно, показати, що означена таким чином схильність має необхідні властивості.) Натепер, на жаль, жоден з добре визнаних описів схильності не наблизився до відповіді на цей виклик.
Схильнісну теорію ймовірності запропонував Чарлз Сандерс Пірс. Пізнішу теорію схильності було запропоновано філософом Карлом Поппером, який, проте, мав лише побіжне знайомство з працями Ч. С. Пірса. Поппер зауважив, що результат фізичного експерименту продукується певною множиною «загальних умов». Коли ми повторюємо експеримент, як він каже далі, ми насправді виконуємо інший експеримент з (більш чи менш) подібною множиною загальних умов. Сказати, що множина породжувальних умов має схильність p продукувати результат E означає, що ці точні умови, якщо їх повторювати нескінченно, продукуватимуть послідовність результатів, у яких E трапляється з граничною відносною частотою p. Тоді, згідно Поппера, детермінований експеримент матиме схильність 0 або 1 для кожного результату, оскільки ті породжувальні умови матимуть однаковий результат у кожній спробі. Іншими словами, нетривіальні схильності (такі, що відрізняються як від 0, так і від 1) існують лише для справді недетермінованих експериментів.
Ряд інших філософів, включно з Девідом Міллером та Дональдом Ґіллісом, запропонували теорії схильності, дещо подібні до попперової.
Інші теоретики схильності (наприклад, Рональд Ґір) взагалі не означують схильності явно, а натомість розглядають схильність як означену теоретичною роллю, яку вона відіграє в науці. Вони, наприклад, наводили аргумент, що фізичні величини, такі як електричний заряд також неможливо означити в термінах простіших речей, а лише в термінах речей, які вони роблять (такі як притягування або відштовхування інших зарядів). Подібним чином, схильність є тим, що заповнює ті різні ролі, які фізична ймовірність відіграє́ в науці.
Які ролі фізична ймовірність відіграє́ в науці? Якими є її властивості? Однією з головних властивостей можливості є те, що, коли вона є відомою, вона обмежує раціональне переконання набуванням такого же чисельного значення. Девід Льюїс назвав це Основним принципом (англ. Principal Principle), (3.3 & 3.5) терміном, який переважно прийняли філософи. Наприклад, припустімо, що певна неправильна монета має схильність 0.32 падати аверсом при кожному підкиданні. Якою тоді є правильна ціна ставки, яка дасть виплату 1 грн., якщо монета впаде аверсом, і нічого інакше? Згідно Основного принципу, справедливою ціною буде 32 копійки.

## Логічна, епістемна та індуктивна ймовірність
Є широко визнаним, що термін «імовірність» іноді використовують у таких контекстах, де він не має нічого спільного з фізичною випадковістю. Розгляньмо, наприклад, твердження, що вимирання динозаврів було ймові́рно спричинено падінням на землю великого метеориту. Такі твердження, як «Гіпотеза H ймовірно є правильною» інтерпретували як такі, що означають, що (наявні) емпіричні свідчення (скажімо, E) підтримують H з високим рівнем підтримки. Рівень підтримки H свідченнями E називали логі́чною ймовірністю (англ. logical probability) H за E, або епісте́мною ймові́рністю (англ. epistemic probability) H за E, або індукти́вною ймові́рністю (англ. inductive probability) H за E.
Відмінності між цими інтерпретаціями є доволі малими, та можуть видаватися нелогічними. Один із головних моментів розбіжності полягає у відношенні ймовірності та переконання. Логічні ймовірності вважають (наприклад, у Кейнсовім «Трактаті про ймовірність») об'єктивними, логічними відношеннями між висловленнями (або реченнями), і відтак жодним чином не залежними від переконань. Вони є рівнями (часткового) обмеження, або рівнями логічного слідування, а не рівнями переконання. (Вони, все ж таки, диктують належні рівні переконання, як буде обговорено нижче.) Френк Ремсі, з іншого боку, ставився до існування таких об'єктивних відношень скептично, і стверджував, що (доказова) ймовірність є «логікою часткового переконання». (с. 157) Іншими словами, Ремсі вважав, що епістемні ймовірності просто є рівнями раціонального переконання, а не логічними відношеннями, які лише обмежують рівні раціонального переконання.
Інший момент розбіжності стосується унікальності доказової ймовірності відносно заданого стану знань. Рудольф Карнап вважав, наприклад, що логічні принципи завжди визначають унікальну логічну ймовірність для будь-якого твердження, відносно будь-якого масиву свідчень. Ремсі, навпаки, вважав, що хоч рівні переконань і є предметом деяких раціональних обмежень (таких як, але не лише, аксіоми ймовірності), ці обмеження зазвичай не визначають унікального значення. Іншими словами, раціональні люди можуть дещо відрізнятися своїми рівнями переконань, навіть якщо всі вони мають однакову інформацію.

## Передбачування
Детальніші відомості з цієї теми ви можете знайти в статті Передбачувальне висновування.
Альтернативний опис імовірності підкреслює роль передбачування (англ. prediction) — передбачування майбутніх спостережень на основі минулих спостережень, а не неспостережуваних параметрів. В його сучасному вигляді він перебуває переважно в баєсовім річищі. Це було головною функцією ймовірності до XX сторіччя, але втратило прихильність у порівнянні з параметричним підходом, який моделював явища як фізичну систему, спостережувану з похибкою, таку як небесна механіка.
Сучасний передбачувальний підхід було започатковано Бруно де Фінетті з центральною ідеєю взаємозамінності — що майбутні спостереження повинні поводитися як минулі. Цей погляд набув уваги англомовного світу з перекладом 1974 року книги де Фінетті, й відтоді його поширювали такі статистики як Сеймур Гайсер.

## Аксіоматична ймовірність
Математику ймовірності може бути розроблено на цілком аксіоматичній основі, не залежній від будь-якої інтерпретації: докладніше трактування див. у статтях про теорію ймовірностей та її аксіоматику.